# Max Maulwurf

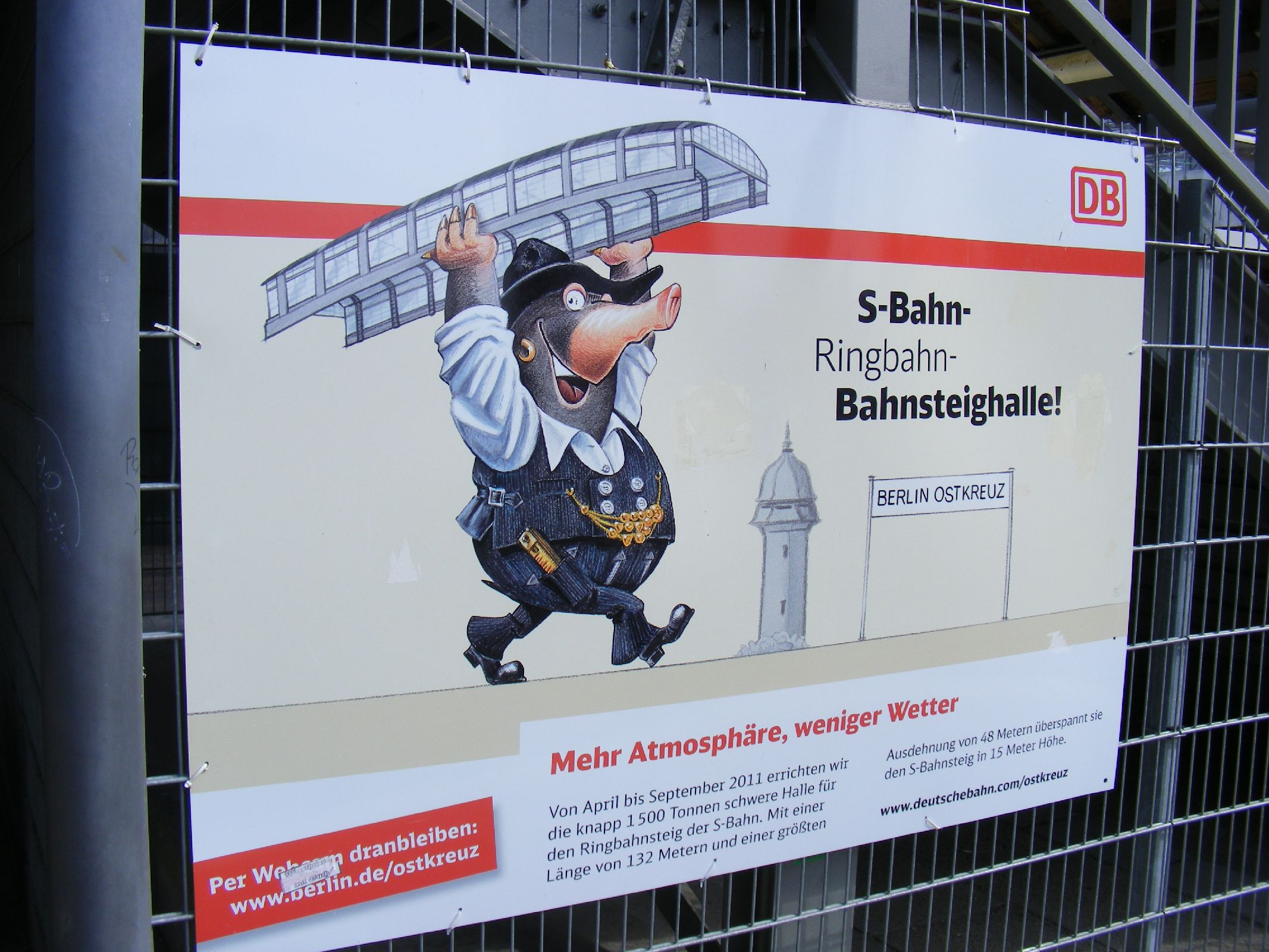
Max Maulwurf auf einem Baustellenplakat der Deutschen Bahn (2011)

Max Maulwurf war eine gezeichnete Symbolfigur, die der Deutschen Bahn AG für ihre Informationspolitik diente und zwischen 1994 und 2022 als Baustellenbotschafter eingesetzt wurde. Sie stellt einen vermenschlichten Maulwurf dar und war auf Plakaten, Flugblättern, Broschüren und in anderen Medien abgebildet, die über Baustellen des Unternehmens und deren Auswirkungen informierten. Wo immer die Deutsche Bahn Instandhaltungs- und Sanierungsarbeiten oder andere Arbeiten an Strecken oder Bahnhöfen plante, warb Max Maulwurf bei Reisenden und Anwohnern für entstehende Einschränkungen um Verständnis und kommunizierte in vielen Fällen Dauer und Art der Bauarbeiten. Dabei setzten die Werbetexter hinter der Figur oft auf humorvolle Wortspiele wie „Manege frei für unseren Bauzirkus in den Tunnelbahnhöfen der Stammstrecke“.

## Geschichte
Konzipiert wurde er 1993 für die Sanierungsarbeiten der Berliner Stadtbahn. Die erste Veröffentlichung der Figur war am 27. Mai 1994 in Berlin. Ab 2003 wurde er im gesamten Netz der DB Netz AG auf Informations- und Beschwichtigungsmedien verwendet. Anlässlich der Bauarbeiten auf der Berlin-Hamburger Bahn erschien 2009 erstmals ein Max-Maulwurf-Extrablatt mit Informationen, Rätseln und Kinderseite.
Die ursprüngliche Illustration der Figur des Max Maulwurf stammte von Wolf Erlbruch, der auch zeichnerischer Schöpfer des Maulwurfs aus dem Kinderbuch Vom kleinen Maulwurf, der wissen wollte, wer ihm auf den Kopf gemacht hat aus dem Jahr 1989 war. Max Maulwurf wurde von 1993 bis 2002 von Wolf Erlbruch und seit 2002 von dem Zeichner Fritz Reuter aus Stuttgart gezeichnet.
Im Jahr 2009 wurden 18,7 Millionen Plakate, Broschüren und Handzettel mit Max-Maulwurf-Motiven gedruckt.
Bei Informationsveranstaltungen, die den Bau von Bahninfrastruktur betrafen, war das Maskottchen oftmals sogar „live“ vor Ort. Es handelte sich dabei um einen Menschen im Plüschkostüm mit Kunststoffkrallen und gelben Gummistiefeln. So bot sich den Besuchern die Möglichkeit, zusammen mit ihm Andenkenfotos der Baustelle aufzunehmen.
Anfang April 2022 schickte die Deutsche Bahn Max Maulwurf in „Rente“. Die Figur soll im Verkehrsmuseum Nürnberg ausgestellt werden.